# Gare de Bordeaux-Ségur
Pour les articles homonymes, voir Gare de Bordeaux.
La gare de Bordeaux-Ségur était la première gare ferroviaire de la commune de Bordeaux (Gironde). Ouverte en 1841 à l'extrémité orientale de la ligne de Bordeaux à La Teste, concédée en 1837 à la Compagnie du chemin de fer de Bordeaux à La Teste, elle a été fermée en 1855 à la suite de la création d'un raccordement entre cette ligne et la nouvelle gare de Bordeaux-Saint-Jean.
Les terrains furent rachetés en 1863 par l'Armée, qui y construisit une prison, une caserne et un conseil de guerre. Cédés à la Communauté urbaine de Bordeaux dans les années 1980 puis à un office public d'habitat, ils accueillent aujourd'hui des logements. 

## Histoire de la création de la gare

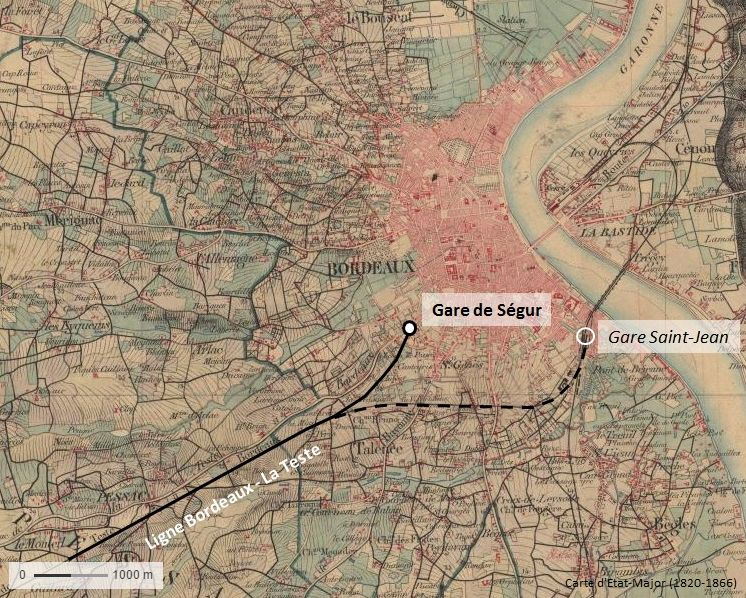
Emplacement de la gare disparue dans Bordeaux.

Le choix de l'emplacement de cette gare a pris plusieurs années. Le cahier des charges de départ prévoit sa construction sur les terrains de Belleville, au bout de la rue Lecocq, pour donner naissance à un nouveau quartier industriel, près de la Manufacture royale des tabacs (place Rodesse) ; la place Mériadeck est même destinée à devenir le marché du poisson de mer arrivant du bassin d'Arcachon par voie de rail. Mais cette zone est occupée par les marais de l'Archevêché, à l'ouest du palais Rohan actuel, que la Compagnie de La Teste refuse de franchir par un viaduc, décision prise lors de l'assemblée générale des actionnaires du 27 décembre 1839.
Les débats opposent les actionnaires de la Compagnie aux partisans de l'option Lecocq qui soutiennent qu'il suffirait de construire un remblai de 6 mètres de hauteur pour atteindre un niveau satisfaisant pour le départ de la ligne ; ils sont soutenus par les négociants et industriels du port de Bordeaux qui craignent les conséquences économiques de ce déplacement d'activité, et par les propriétaires viticoles inquiets de voir leurs vignobles coupés en deux par la voie ferrée.
Mais en juillet 1839 Le Moniteur universel annonce que le cahier des charges comporte des erreurs et valide le choix d'un autre terrain, dans le domaine du château Ségur.
La nouvelle gare provisoire est construite sur une énorme plate-forme soutenue par de puissants contreforts, à 5 mètres au-dessus du sol, ce qui permettait à la voie de franchir la dépression entre Haut-Brion et Pessac par un viaduc de 19 arches. Mais la gare, construite en pleine campagne, était loin de la place de la Bourse et la Compagnie dut créer un service d'omnibus,.
La gare de Ségur avait pour objectifs les développements des établissements de bains du bassin d’Arcachon, du trafic de marchandises en provenance des Landes (résine, bois…) et de l’approvisionnement en poissons et huîtres sur le marché de Mériadeck. Ainsi la gare disposait-elle de nombreux bâtiments dont le principal était la halle abritant les voies. Le château de Ségur était conservé et servait au logement du directeur de la Compagnie.
En 1853 débutèrent la construction des boulevards ceinturant Bordeaux. Cependant, avec la construction d’une gare provisoire à Paludate, embryon de la gare principale Bordeaux-Saint-Jean, la gare de Ségur fut fermée en 1855, la gare Saint-Jean devenant la nouvelle tête de lignes pour les directions de La Teste et Bayonne, grâce à un embranchement à Talence.
Seuls les bureaux de l’administration restèrent à la gare de Ségur, et finalement celle-ci-ferma définitivement en 1863.
La gare, transformée en entrepôt, fut un temps louée à l’administration des Tabacs, avant d’être démolie en 1866.
Les terrains de la gare de Ségur sont cédés au Département de la Guerre en 1875, qui fait édifier de 1876 à 1879, en application des lois sur le recrutement et l’organisation de l’armée de 1872-1873 qui ont suivi la défaite de 1870, la caserne Boudet pour un régiment d’infanterie, comportant également une prison militaire avec une chapelle et un conseil de guerre.

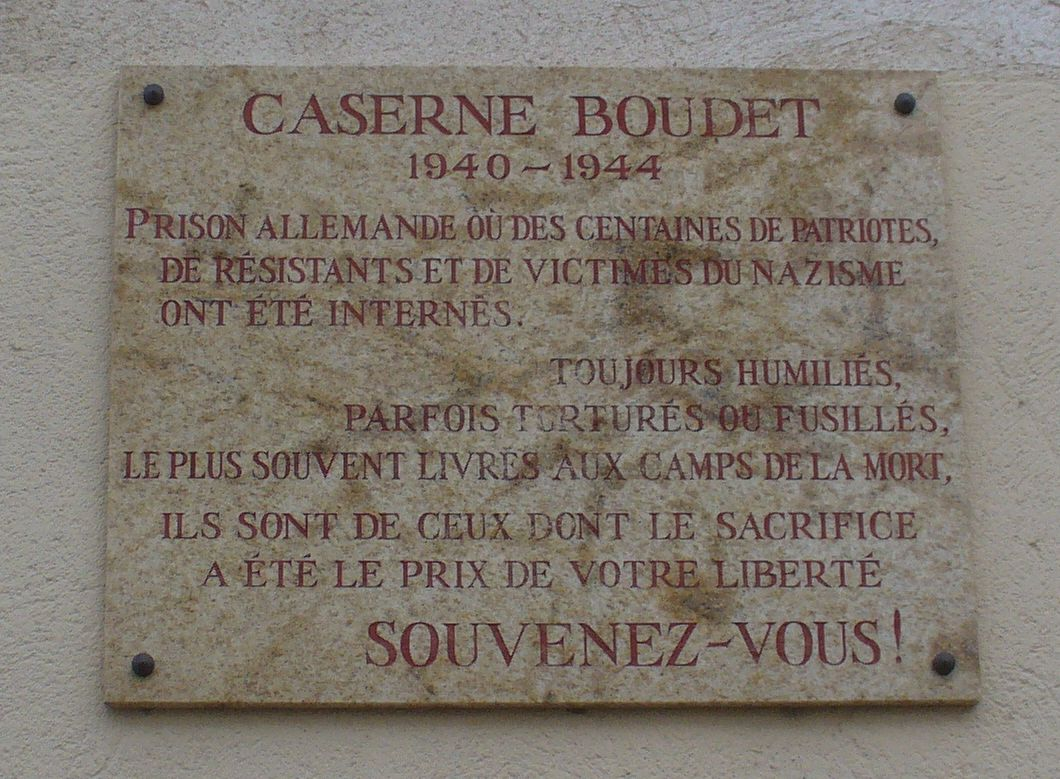
Plaque commémorative en hommage aux résistants français emprisonnés à la caserne Boudet.

Durant la Seconde Guerre mondiale, la prison de la caserne Boudet est occupée de 1940 à 1944 par les Allemands qui en font un centre de détention et de torture. Une plaque y commémore les sévices infligés aux Résistants durant cette période.
En 1982-1983, la Direction interrégionale des services pénitentiaires de Bordeaux s’installe à la place de l’ancien conseil de guerre.
En 1999, conformément au plan Armées 2000 décidé en 1989, la partie restante de la caserne Boudet est désaffectée et remise à l’Office Public de l’Habitat Aquitanis qui livre en 2004, sur un projet de mixité sociale, après rénovation et réemploi du bâtiment principal de la caserne par l’architecte Bernard Bourgeois, la résidence « Le Général » comportant des logements locatifs pour étudiants et pour familles socialement dans le besoin. Un bâtiment neuf est également construit, correspondant à la résidence « Jean Boudet » et comprenant des logements locatifs. Situé en face de la cité universitaire de Budos, l’architecte Paulle Rouquette en a repris en façade le vocabulaire Art déco, par le bardage couleur brique et les garde-corps des balcons.

## Vestiges

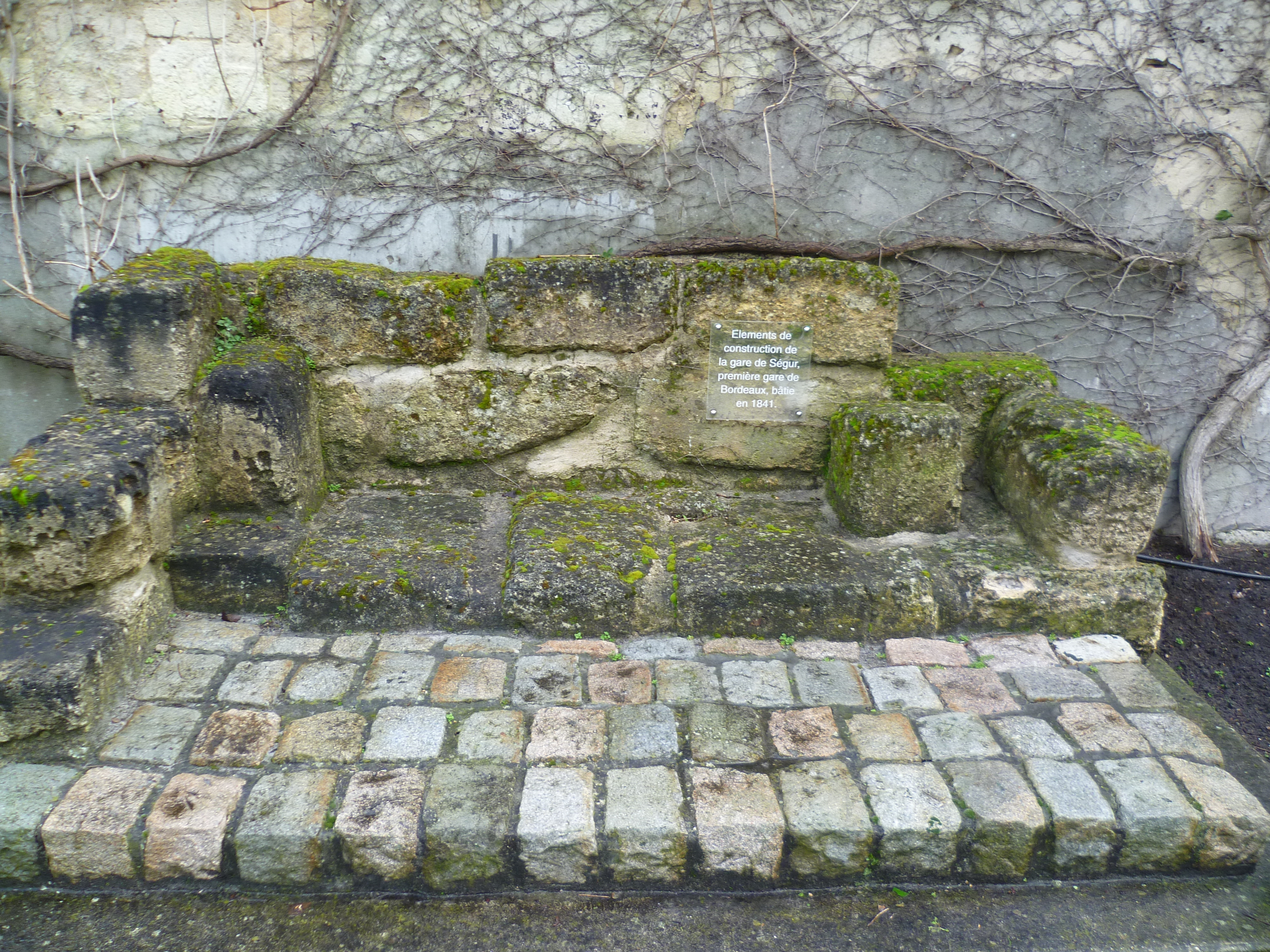
Seul vestige restant de la gare de Ségur.

Un pilier, dernier vestige de la gare, en conserve la mémoire. Une plaque a été apposée sur d'anciens vestiges installés dans le parc des résidences  « Le Général » et « Jean Boudet ».
Les avenue Paul Bert, chemin des Anciens talus et rue Émile Zola à Talence marquent clairement le tracé de la partie terminale de la ligne, qui menait à la gare de Ségur.